# پاندیاتونیک‌گرایی

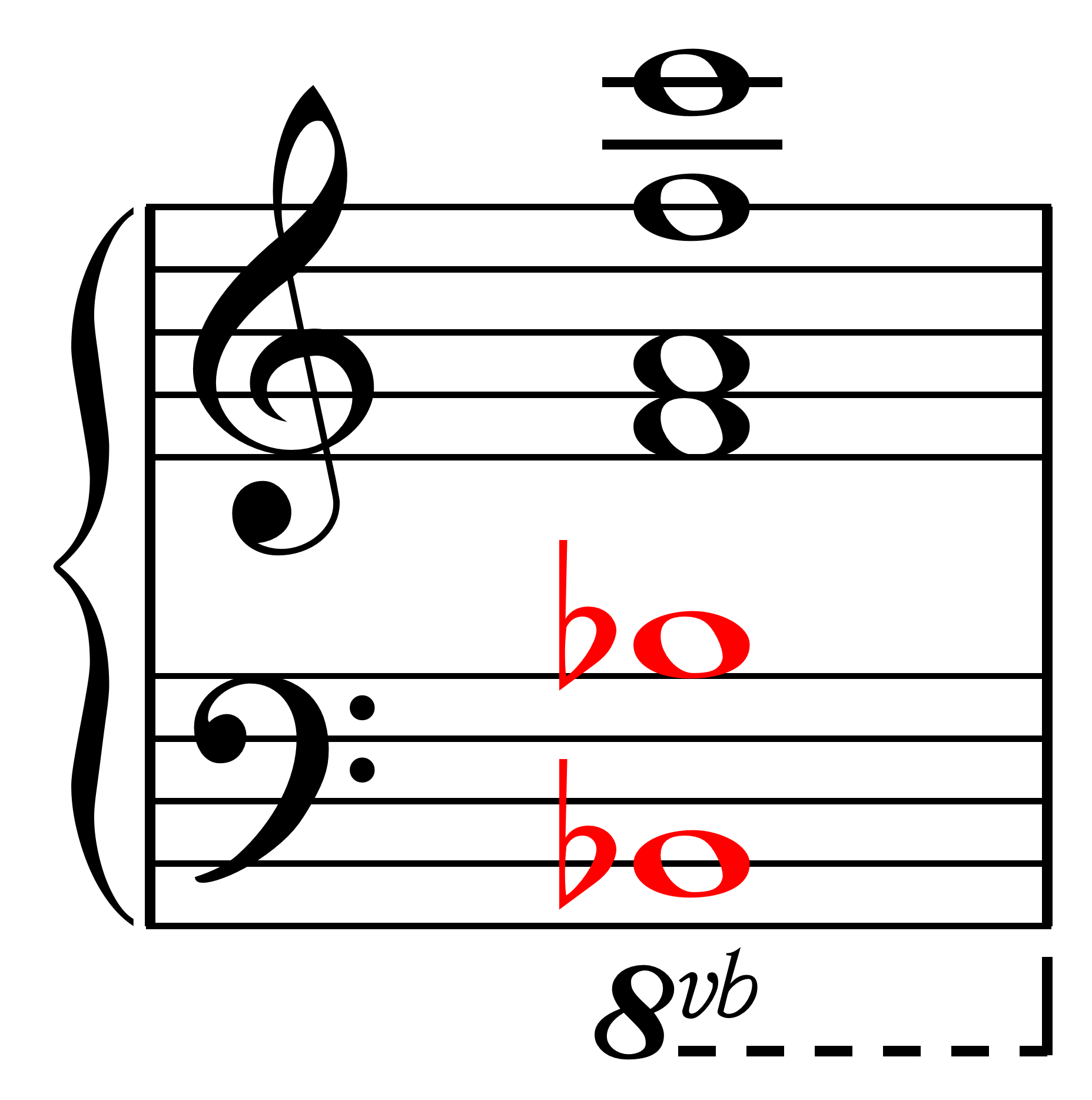
آکورد پاندیاتونیک از سمفونی مزامیر استراوینسکی، موومان سوم.

پاندیاتونیک‌گرایی یا پٙن‌دیاتونیک‌گرایی یک تکنیک موسیقایی مبتنی بر استفاده از گام دیاتونیک در مقابل گام کروماتیک بدون در نظر گرفتن محدودیت‌های ناشی از تونالیته و درک رایج ما از کارکرد «فونکسیونال» و مناسبات میان آن‌هاست.

## پیشینه
اصطلاح پاندیاتونیک‌گرایی توسط نیکلاس اسلونیمسکی در ویرایش دوم کتاب «موسیقی از ۱۹۰۰تاکنون»، برای توصیف ساختارهای آکوردی مشتق شده از هفت درجه گام دیاتونیک استفاده شد که «آزادانه و در اعتدالی دموکراتیک به کار رفته‌اند».

## ویژگیهای تکنیکی
بکارگیری آکوردهای «سه‌صدایی» به همراه آکورد شش، هفت یا «آکورد نه» که به ساختار آنها پیوسته‌اند (در قالب «آکورد با نت اضافه»)، رایج‌ترین روش در پاندیاتونیک‌گرایی است. در حالیکه منطبق بر تعریف «سولونیمسکی»، بنیادی‌ترین فرم آن وجود یک باس «غیرهارمونیک» است.

## آثار مبتنی بر پاندیاتونیک
آثار موسیقی زیر شامل مکتب پاندیاتونیک‌گرایی می‌شوند:
- بیتلز
  - "او را به خروج از خانه" ([[#CITEREF|]])
  - "این پسر" (([[#CITEREF|]]) ذکر شده در ([[#CITEREF|]]))
- آرون کوپلند
  - آپالاچی بهار ([[#CITEREF|]])
- کلود دبوسی
  - "La cathédrale engloutie" از Préludesکتاب ۱ ([[#CITEREF|]])
  - لا Damoiselle élue ([[#CITEREF|]])
  - "Voiles" ([[#CITEREF|]])
- جرج گرشوین
  - تغییرات در "من ریتم" ([[#CITEREF|]])
- موریس راول
  - Rigaudon از Le tombeau د Couperin ([[#CITEREF|]])
- استیو رایش
  - کویر موزیک ([[#CITEREF|]])
  - Tehillim ([[#CITEREF|]])
- ند Rorem
  - کوارتت زهی شماره ۲ ([[#CITEREF|]])
- Déodat د Séverac
  - "Temps de neige" ([[#CITEREF|]])
- ایگور استراوینسکی
  - کنسرتو برای پیانو و سازهای بادی ([[#CITEREF|]])
- هیتور ویلالوبس
  - کوارتت زهی شماره ۱۰ ([[#CITEREF|]])

## یادداشت
1. ↑  Added tone chord